# Adams (Nebraska)
Adams è un comune degli Stati Uniti d'America, situato nello Stato del Nebraska, nella Contea di Gage.